# 利斯内 (博霍杜希夫区)
50°2′45″N 35°16′19″E / 50.04583°N 35.27194°E
利斯內（烏克蘭語：Лісне）是位於烏克蘭東部的鄉村居民點，由哈爾科夫州博霍杜希夫區的克拉斯諾庫特斯克市鎮負責管轄。該鄉距離梅爾奇克河2公里，始建於1989年，面積0.01平方公里，海拔高度128米。